# Домажир
Дома́жир — село в Україні, у Яворівському районі Львівської області. Населення становить 711 осіб. Орган місцевого самоврядування — Івано-Франківська селищна рада.

## Історія
Село вперше згадується в літописі за 1240 рік. Боярин Лазар Домажирич, селянського походження, відігравав важливу роль у житті Галицького князівства, зокрема, разом з Івором Милобожичем, був співвласником Коломиї. Давньоруські городища виявлені на південний схід від села, на лівому березі струмка, а також в урочищі Болото над ставком. Після захоплення Галичини польсько-угорськими феодалами, Домажир залишився локальним центром релігійно-культурного життя. Про це свідчать царські ворота пишного оздоблення виконані у кінці XV- половині XVI столітті. Разом з царськими воротами з Волі Добрростанської є одними із двох найстарших збережених в Україні. Їх характерною рисою є зображення в верхньому ряду сюжету причастя апостолів замість Благовіщення.

Власником села в другій половині XVIII століття був канівський староста, син белзького воєводи Микола Василь Потоцький. У 1768 році він видав привілей, зареєстрований у Львові; у документі йдеться про виділення коштів для УГКЦ, які були забезпечені, в тому числі, на його селі Домажирі.

У 2017 році неподалік села у межах природного заповідника «Розточчя» відкрили ведмежий притулок «Домажир», в якому проходять реабілітацію близько десятка ведмедів, яких врятували від жорстокого утримування із притравлювальних станцій, пересувних зоопарків, цирків, готелів і ресторанів.

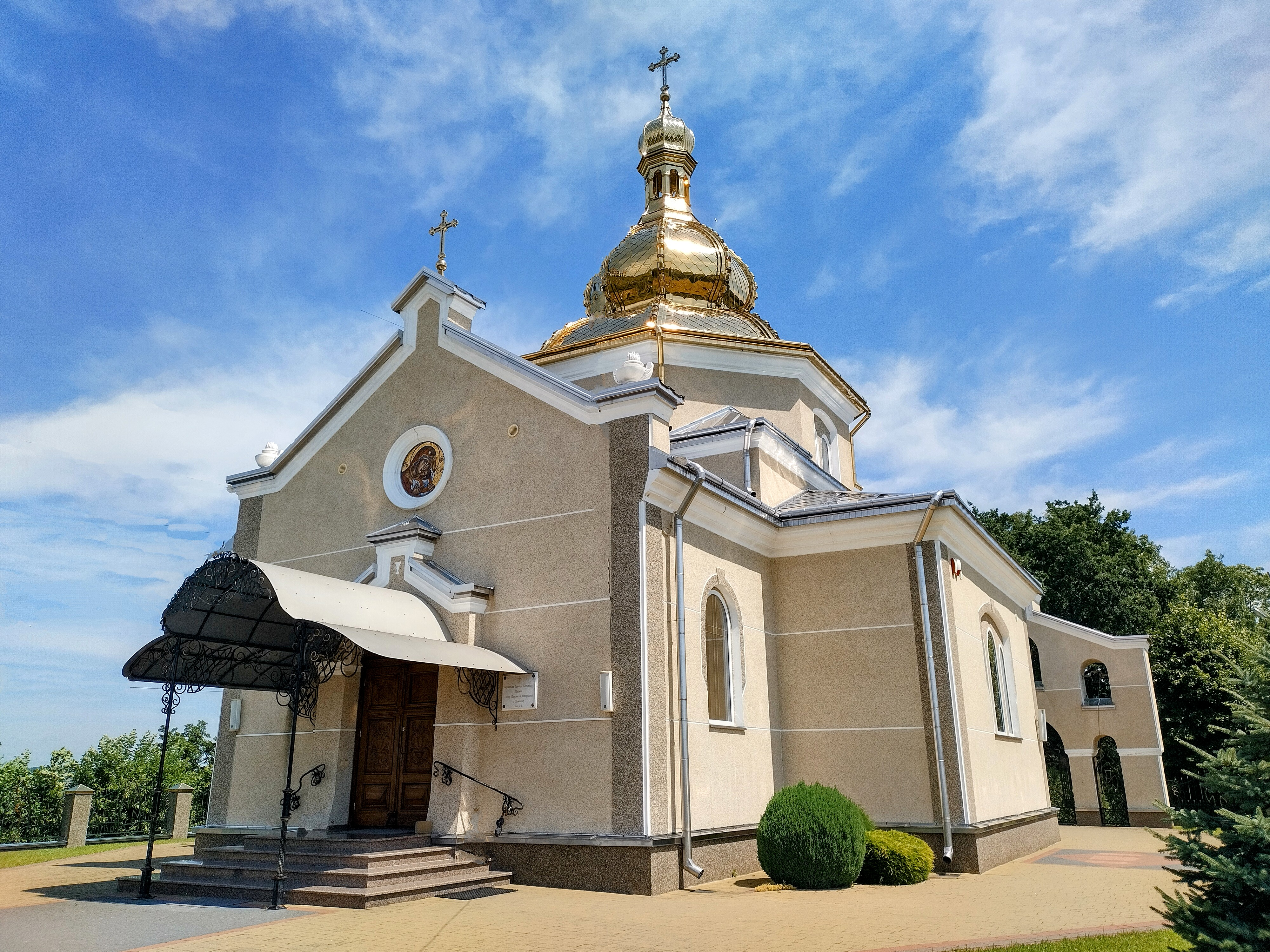
Церква Собору Пресвятої Богородиці (УГКЦ)
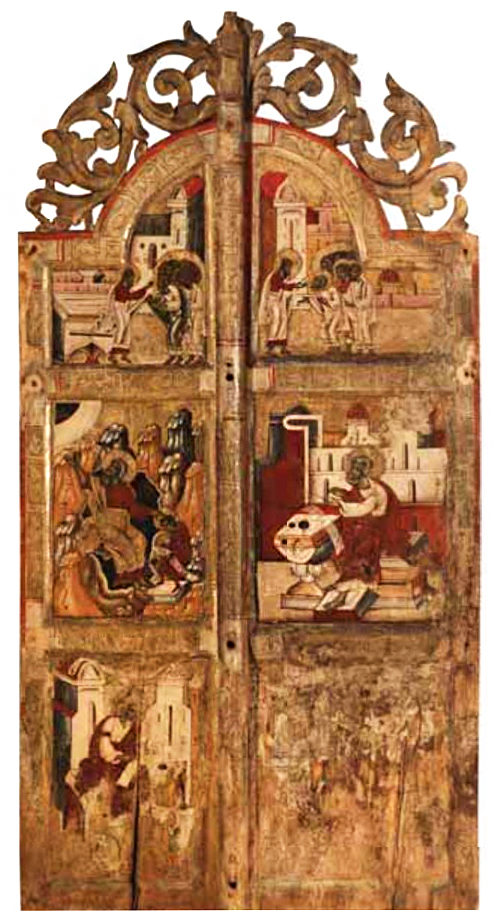
Царські ворота з Домажиру, XV-XVI ст., одні з найстарших в Україні

## Населення
Згідно з переписом УРСР 1989 року чисельність наявного населення села становила 663 особи, з яких 312 чоловіків та 351 жінка.
За переписом населення України 2001 року в селі мешкало 709 осіб.

### Мова
Розподіл населення за рідною мовою за даними перепису 2001 року:
| Мова       | Відсоток |
| ---------- | -------- |
| українська | 99,58 %  |
| польська   | 0,28 %   |
| білоруська | 0,14 %   |